# Henry Ossawa Tanner
Henry Ossawa Tanner (Pittsburgh, 21 de junio de 1859-París, 25 de mayo de 1937) fue un pintor estadounidense discípulo de Thomas Eakins. Fue el primer pintor afroamericano en recibir reconocimiento internacional. Tanner se mudó a París en 1891 para estudiar pero se quedó residiendo allí al ver su éxito entre los círculos artísticos franceses. Su obra Daniel en el foso de los leones fue aceptada en el Salón de París de 1896.

## Biografía
Nacido en Pittsburgh, Pensilvania, era el mayor de nueve hermanos, dos de los cuales murieron en la infancia. Una de sus hermanas, Halle Tanner Dillon Johnson, fue la primera mujer en conseguir el título para practicar medicina en Alabama. Su segundo nombre conmemora la lucha de Osawatomie entre esclavistas y antiesclavistas. Su madre Sarah Miller Tanner era maestra, y su padre Benjamin Tucker Tanner (1835-1923), pastor de la Iglesia Episcopal Metodista Africana. Se educó en el Avery College y en el Western Theological Seminary de Pittsburgh, desarrollando una carrera literaria. Fue además activista político, su madre había nacido esclava en Virginia escapando al Norte a través del ferrocarril subterráneo.
En 1864, se mudó con su familia a Filadelfia donde empezó a apasionarse por las artes. Allí su padre forjó amistad con Frederick Douglass, al que a veces apoyaba y a veces criticaba. Cuando Tanner tenía unos 13 años decidió que quería ser pintor al ver a un paisajista trabajando cuando paseaba con su familia por el Fairmount Park.
Aunque muchos artistas se negaron a aceptar un aprendiz afroamericano, en 1879-1885 ingresó en la Pennsylvania Academy of Fine Arts como el único estudiante negro y tuvo como profesor a Thomas Eakins. Su asistencia coincidió con un momento en que las academias de arte se centraban cada vez más en el estudio de modelos en vivo en lugar de modelos de yeso. Eakins fue uno de los primeros artistas estadounidenses en promover estos nuevos enfoques en la educación artística, incluyendo un mayor estudio de modelos en vivo, lecciones de anatomía en clases con estudiantes masculinos y femeninos y disecciones de cadáveres para enseñarla. Este enfoque progresista de Eakins tuvo una gran influencia en Tanner, que era uno de sus estudiantes favoritos. Dos décadas después, el profesor pintó un retrato de su antiguo alumno. Luego Tanner abrió su propio taller en Filadelfia en 1886 y tras pasar por Atlanta, donde abrió un estudio fotográfico sin éxito, enseñó brevemente dibujo en la Universidad Clark. A pesar de estar seguro de su talento, hubo de afrontar un fuerte racismo en su trabajo. En su autobiografía, escribió: 

"Era extremadamente tímido y que me hicieran sentir que no me querían, aun en un lugar donde tenía todo el derecho de estar, incluso meses después me causaba dolor. Cada vez que me ocurría uno de estos incidentes desagradables, mi corazón se hundía y me torturaba de nuevo el pensamiento de lo que había soportado, casi tanto como el incidente en sí."

Se estableció en Francia en 1891 con el objetivo inicial de estudiar en la Academia Julian, donde frecuentó a Jean-Paul Laurens y se unió al American Art Students Club de París. Fue un cambio vivificante para él, pues en los círculos artísticos franceses la raza importaba poco, se quedó a residir y se adaptó bien a la vida parisina. En el Louvre estudió a Courbet, Jean Baptiste Chardin y Louis Le Nain, cuyas escenas de gente humilde y campesinos le influyeron fuertemente. Hacia 1895, se centró en las escenas bíblicas tras atravesar una crisis espiritual. En una carta escrita a sus padres en la Navidad de 1896, declaró: "He decidido servirle [a Dios] más fielmente." La pintura Daniel en el foso de los leones fue aceptada en el Salón de 1896. Al año siguiente, La resurrección de Lázaro fue elogiada por la crítica y reafirmó su estatus como pintor reconocido. El crítico del arte Rodman Wanameker se ofreció a pagarle un viaje a Oriente Próximo. Wanameker sentía que un pintor serio de escenas bíblicas necesitaba ver tal ambiente de primera mano y un pintor del calibre de Tanner lo merecía. Aceptó la oferta de inmediato y partió hacia Palestina, donde visitó mezquitas y lugares de acontecimientos bíblicos, así como estudios de la población local que luego aprovecharía en sus obras. Se le concedió la Legión de Honor en 1923, lo que consideró un gran honor.
En 1899 se casó con la cantante de ópera estadounidense de origen sueco Jessie Olsson. Un relato de Virginia Walker contemporáneo, describe sus talentos como iguales, pero la actitud racista insiste en la relación desigual: 

"¿Alguna vez oíste hablar de la señorita Olsson de Portland? Creo que tiene una hermosa voz y vino a París para cultivarla y se ha casado con un oscuro artista... Es un hombre tremendamente talentoso pero negro...Parece una chica bien educada y realmente agradable, pero me da asco ver a una mujer culta casarse con un hombre así. No conozco su trabajo pero es muy talentoso, dicen."

Jessie Tanner falleció en 1925, doce años antes que su marido. Él, desconsolado, vendió la casa familiar en Les Charmes donde habían sido felices. Están enterrados uno al lado del otro en el cementerio de Sceaux, Hauts-de-Seine. Tuvieron un hijo, Jesse, que sobrevivió a su padre.

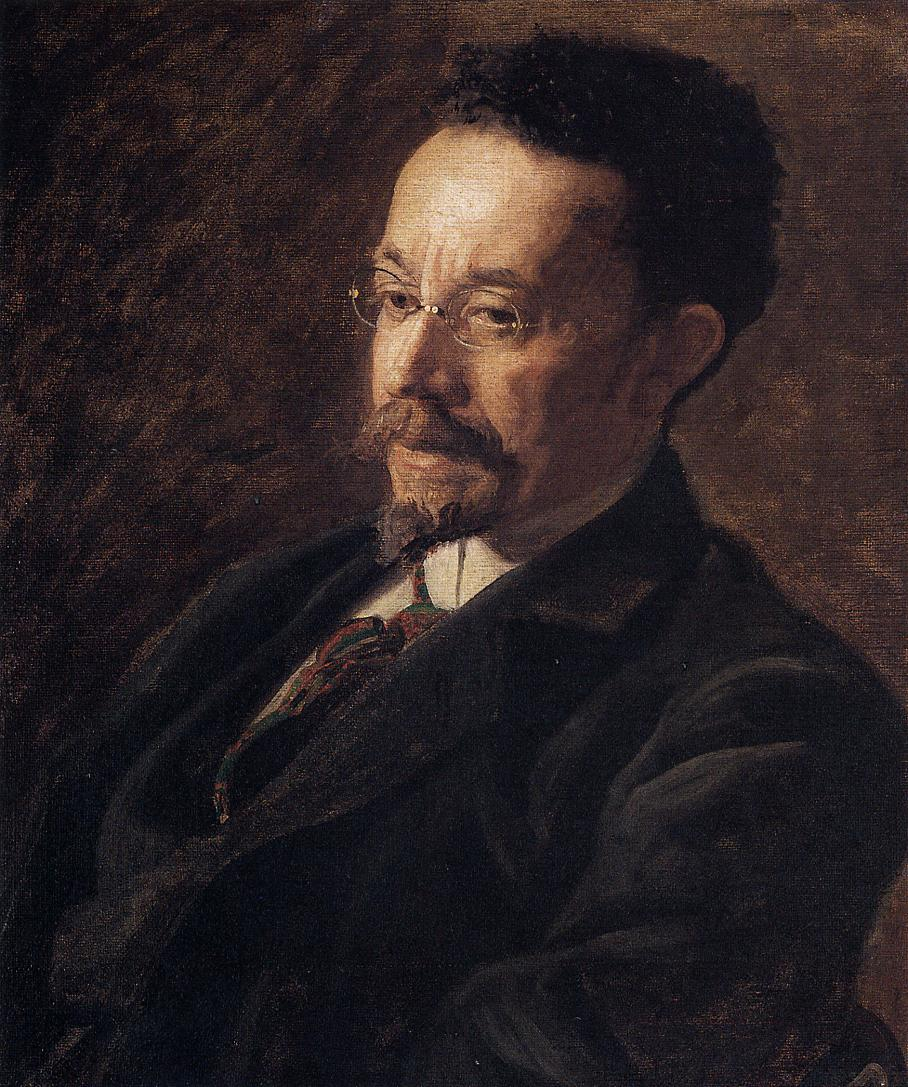
Thomas Eakins, Retrato de Henry O. Tanner, 1900. Óleo sobre lienzo, 24⅛" × 20¼". The Hyde Collection.

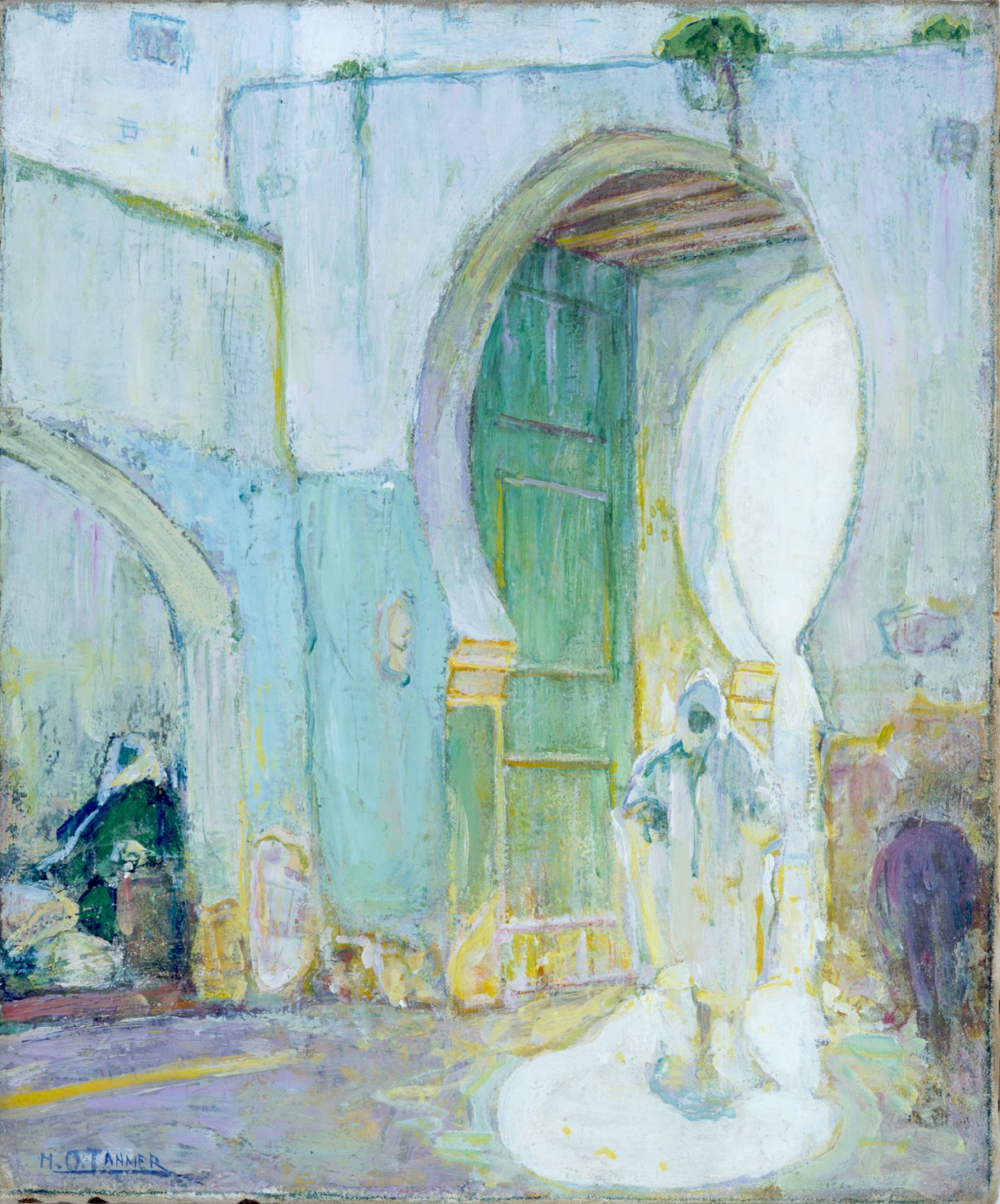
Puerta, Tánger, ~ 1912.

## Obras principales
- Los pobres agradecidos (1894)
- La lección de banjo (1893)

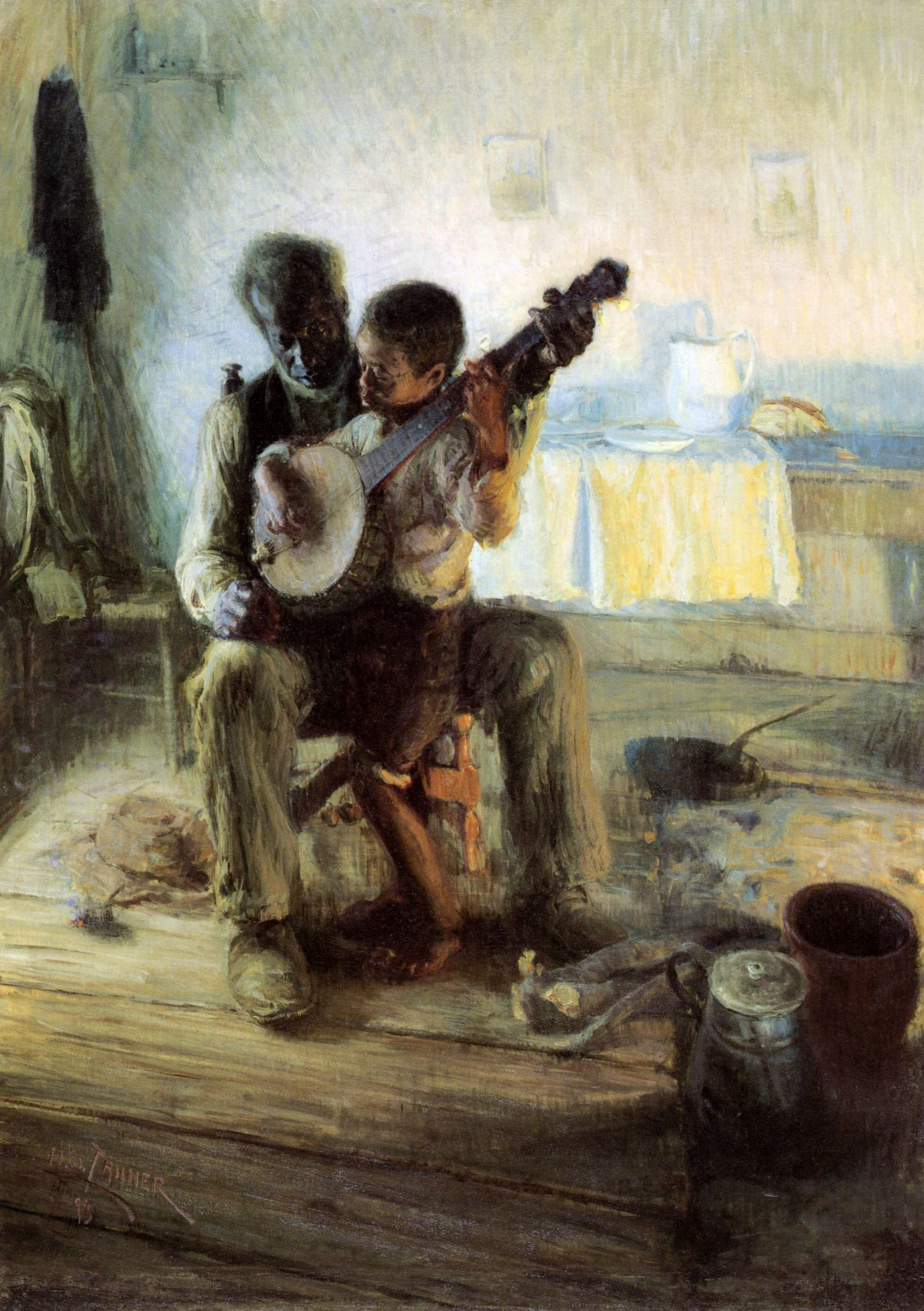
La lección de banjo.

- El joven fabricante de zuecos (1909-1910)
- La Anunciación (1898)